# 黄石东站
黄石东站，原名黄石站，是铁黄铁路（黄石东线）上的一座火车站，位於中華人民共和國湖北省黄石市西塞山区颐阳路309号。

## 历史
车站坐落于铁黄铁路的终点，原来为1939年日本人接管的大冶矿业兴建的一座操车场，1945年日本投降后改交华中钢铁公司及此后的大冶钢厂管理。直至1958年铁路部门向大冶钢厂借得6条股道，车站才开站运营。:210。
黄石东站现属武汉铁路局管辖，为二等站。2005年在武九铁路复线改造中新建的一等客运站黄石站开通运营，原黄石站更名为黄石东站，历史悠久、条件简陋、车次少的黄石东站客流逐渐减少。2013年5月2日，黄石东站正式停办客运业务，仅办理货运业务。

## 图集
- “神州”号内燃动车组驶入黄石东站
- 废弃的车站站场，与前图摄于同一位置
- 废弃的车站站场与天桥